# Ambicodamus dale
Ambicodamus dale är en spindelart som beskrevs av Harvey 1995. Ambicodamus dale ingår i släktet Ambicodamus och familjen Nicodamidae.
Artens utbredningsområde är Queensland. Inga underarter finns listade i Catalogue of Life.